# 王佑 (明朝宦官)
王佑（1462年—1515年），字天用，陕西西安府咸宁县人，明朝正德时期的御马监太监。

## 生平
天顺六年（1462年），出生。成化十一年（1475年），被选入宫廷，又选入司礼监内书堂，跟随翰林儒臣学习。成化十六年（1480年），供事六科廊。弘治六年（1493年），以年劳给牌带。弘治十一年（1498年），授司礼监典簿。弘治十六年（1503年），迁御马监右监丞。正德元年（1506年），擢升御马监左监丞。正德二年（1507年），擢升御马监右少监，晋升御马监太监，奉敕总督京通仓场粮储，赐蟒衣、玉带。正德六年（1511年），上汰督仓冗员，察公慎勤，仍留监督。
正德十年（1515年），忽得疾去世，享年54岁。 死后由杨一清撰写《明故御马监太监王公墓志铭》。中华人民共和国时期，其墓志与墓穴被发现，同时出土了比较罕见的地券“明故御马监太监王公茔券”作首题。

## 亲属
- 王七（父）
- 马氏（母）
- 王㫤（侄）
- 王旻（侄）